# Nunatak Arcondo
Nunatak Arcondo är en nunatak i Antarktis. Den ligger i Västantarktis. Argentina, Chile och Storbritannien gör anspråk på området. Toppen på Nunatak Arcondo är 194 meter över havet.
Terrängen runt Nunatak Arcondo är kuperad österut, men västerut är den platt. Trakten är obefolkad. Det finns inga samhällen i närheten. 